# وی (کمیک)
وی شخصیت اصلی در مجموعه کتاب کمیک وی مثل وندتا از انتشارات ورتیگو/دی‌سی کامیکس است که توسط نویسنده آلن مور و طراح دیوید لوید خلق شده است. او یک آنارشیست انقلابی، مأمور خودخوانده و جنگجوی آزاده‌ای اسرار آمیز است که به راحتی توسط صورتک گای فاکس، موهای بلند و جامهٔ تیره خود قابل تشخیص است. تلاش او برای سرنگونی و از بین بردن دولت تمامیت‌خواه ویران‌شهر پادشاهی متحد بریتانیا توسط فعالیت‌های قهرمانانه است.
هوگو ویوینگ در فیلم وی مثل وندتا (۲۰۰۵) به کارگردانی جیمز مک‌تیگو وظیفه بازی در این نقش را بر عهده داشت.